# Oliarus horishana
Oliarus horishana är en insektsart som beskrevs av Matsumura 1914. Oliarus horishana ingår i släktet Oliarus och familjen kilstritar. Inga underarter finns listade i Catalogue of Life.